# National Football Conference
National Football Conference (NFC, Národní fotbalová konference) je jedna ze dvou konferencí v National Football League (NFL, Národní fotbalová liga). Tato konference v současné době obsahuje stejně jako její protějšek, American Football Conference (AFC, Národní fotbalová konference), 16 týmů. Těchto 32 týmů tvoří NFL.

## Aktuální týmy
Od roku 2002 se NFC skládá z šestnácti týmů rozdělených do čtyř divizí (East, North, South a West) po čtyřech týmech.
| National Football Conference |                      |                         |                             |                   |
| Divize                       | Klub                 | Stadion                 | Město                       | Založeno          |
| East                         | Dallas Cowboys       | AT&T Stadium            | Arlington, Texas            | 28. ledna 1960    |
| East                         | New York Giants      | MetLife Stadium         | East Rutherford, New Jersey | 1. srpna 1925     |
| East                         | Philadelphia Eagles  | Lincoln Financial Field | Philadelphia, Pensylvánie   | 8. července 1933  |
| East                         | Washington Redskins  | FedExField              | Landover, Maryland          | 9. července 1932  |
| North                        | Chicago Bears        | Soldier Field           | Chicago, Illinois           | 1919              |
| North                        | Detroit Lions        | Ford Field              | Detroit, Michigan           | 1929              |
| North                        | Green Bay Packers    | Lambeau Field           | Green Bay, Wisconsin        | 1919              |
| North                        | Minnesota Vikings    | U.S. Bank Stadium       | Minneapolis, Minnesota      | 28. ledna 1960    |
| South                        | Atlanta Falcons      | Mercedez-Benz Stadium   | Atlanta, Georgie            | 30. června 1965   |
| South                        | Carolina Panthers    | Bank of America Stadium | Charlotte, Severní Karolína | 26. října 1993    |
| South                        | New Orleans Saints   | Mercedez-Benz Superdome | New Orleans, Louisiana      | 1. listopadu 1966 |
| South                        | Tampa Bay Buccaneers | Raymond James Stadium   | Tampa, Florida              | 24. dubna 1974    |
| West                         | Arizona Cardinals    | State Farm Stadium      | Glendale, Arizona           | 1898              |
| West                         | Los Angeles Rams     | SoFi Stadium            | Los Angeles, Kalifornie     | 12. února 1937    |
| West                         | San Francisco 49ers  | Levi's Stadium          | Santa Clara, Kalifornie     | 4. června 1944    |
| West                         | Seattle Seahawks     | CenturyLink Field       | Seattle, Washington         | 4. června 1974    |

## Struktura sezóny

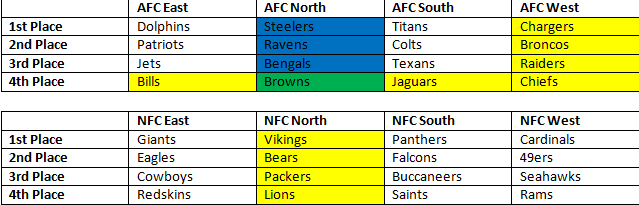
Příklad plánování na jednom týmu (Browns). V tomto hypotetickém plánu budou Browns hrát s modře zvýrazněnými týmy dvakrát, se žlutě jednou, dohromady 16 utkání.

Každý tým NFC během sezóny hraje s ostatními soupeři z divize dvakrát (doma a venku). Tři další utkání jsou určena na základě pořadí v divizích z minulé sezóny. Zbylých sedm je rozděleno mezi dvě ostatní divize NFL, toto přiřazení se každý rok mění. Například v roce 2007 každý tým NFC West sehrál jedno utkání proti týmu z AFC North a NFC South. Takto se týmy z jedné divize utkají s adekvátními soupeři, aby pořadí bylo co nejvíce spravedlivé (tzn. vítěz divize se utká s vítězi dalších divizí). AFC funguje podle stejného systému.
Na konci každé fotbalové sezóny postoupí do playoff prvních šest týmů z NFC (čtyři šampióni divizí se seřadí podle bilance a dále postoupí dva týmy s nejlepší bilancí bez rozdílu příslušnosti k divizi, kteří dostanou tzv. „divokou kartu“). Třetí a šestý tým celkově se střetnou v utkání o „divokou kartu“ na hřišti výše postaveného mužstva, stejně tak čtvrtý s pátým. Vítěz tohoto zápasu se utká v Divisional Round (konferenčním semifinále) s první či druhým týmem divize na jeho hřišti. Oba vítězové Divisional Round se v NFC Championship game střetnou o George Halas Trophy, vítěz jde do Super Bowlu proti vítězi AFC. Po Super Bowlu XLIII je bilance 19 vítězství pro AFC, 21 pro NFC.

## Historie
NFC byla vytvořena po sloučení NFL s AFL v roce 1970. Z šestnácti původních NFL týmů odešli do AFC Cleveland Browns, Pittsburgh Steelers a Baltimore Colts, zbývajících 13 utvořilo NFC.
Nicméně majitelé týmů nesouhlasili s rozdělením týmů v NFC. Bylo přijato pět variant rozdělení a tu, která bude použita, vybrala při losování 16. ledna 1960 sekretářka komisaře NFL Peta Rozelleho ze skleněné mísy.
Od sloučení se k NFC připojily tři týmy, čímž bylo dosaženo současného počtu 16. V roce 1976 přibyli do soutěže Seattle Seahawks do NFC a Tampa Bay Buccaneers do AFC. Toto uspořádání trvalo jen jednu sezónu, pak si oba týmy konference prohodily. Seahawks se do NFC v roce 2002 zase vrátili. Mezitím v roce 1995 doplňují NFC Carolina Panthers.

## Logo

Logo používané v letech 1970 až 2009.

Původní NFC logo, používané mezi roky 1970–2009, se skládalo z modrého „N“ a tří bílých hvězd uvnitř písmena. Tři hvězdy reprezentovaly tři divize, ve kterých se hrálo mezi roky 1970-2001 (Eastern, Western a Central).  V roce 2010 představuje NFL nové logo, podobné tomu starému, jen místo tří hvězd má čtyři.